# Hugh Rose (1er baron Strathnairn)
Pour les articles homonymes, voir Rose.
Hugh Henry Rose, 1er baron Strathnairn, (6 avril 1801 - 16 octobre 1885), est un officier supérieur de l'armée britannique.
Il est conseiller militaire de l'armée ottomane qui cherche à obtenir l'expulsion des forces de Méhémet Ali de Syrie pendant la guerre égypto-ottomane. Il combat ensuite avec l'armée française pendant la guerre de Crimée. Pendant la rébellion indienne de 1857, Rose reçoit le commandement de la Central Indian Field Force et remporte les batailles de Jhansi en avril 1858, de Lahore en mai 1858 et de Gwalior en juin 1858. Il est ensuite commandant de l'armée de Bombay, commandant en chef de l'Inde, puis commandant en chef de l'Irlande. Il termine sa carrière avec le grade de maréchal.

## Jeunesse
Troisième fils de George Henry Rose de Sandhills à Christchurch (ministre plénipotentiaire à la cour prussienne) et de Frances Duncombe, il est éduqué par des officiers de l'armée prussienne à Berlin. Il fait ses études au St John's College de Cambridge en 1819 et est nommé enseigne dans le 93e Sutherland Highlanders le 8 juin 1820. 
Envoyé en Irlande pour aider à préserver l'ordre à la suite des attentats dits du Ruban, il y rejoint le 19e Régiment d'infanterie le 20 juillet 1820. Il est promu lieutenant le 24 octobre 1821, capitaine le 22 juillet 1824 et major le 30 décembre 1826. 
Il rejoint le 92nd Highlanders en tant que commandant de compagnie le 19 février 1829 et devient écuyer du duc de Cambridge en juillet 1830. Il retourne dans le 92nd Highlanders en juillet 1832 et sert avec eux à Tipperary, Gibraltar et Malte. À Malte, il rend visite à chacune de ses troupes infectées par le choléra pour leur remonter le moral.
Il est promu lieutenant-colonel le 17 septembre 1839.[réf. nécessaire]

## Syrie
En novembre 1840, Rose est envoyé, en tant que membre d'un groupe de conseillers militaires britanniques, en Syrie avec le grade local de colonel pour aider le général Omer Pacha, commandant de l'armée ottomane, qui cherche à obtenir l'expulsion des forces de Méhémet Ali de Syrie pendant la guerre égypto-ottomane. Il est adjudant général adjoint dans l'état-major de Pacha à la bataille d'El Mesden en janvier 1841, puis devient officier britannique supérieur dans l'état-major de Pacha plus tard cette année-là. Il devient consul général britannique pour la Syrie et le Liban en août 1841 et se retrouve à empêcher les querelles entre maronites et druzes. 
Il est transféré au service diplomatique en janvier 1848 et Lord Palmerston le nomme secrétaire de l'ambassade à Constantinople en janvier 1851. Il devient chargé d'affaires en l'absence de Stratford Canning lors d'une crise diplomatique avec la Russie, qui demandait de pouvoir protéger tous les chrétiens de Turquie. Il fait échouer la tentative russe d'imposer un traité secret à la Turquie. Il est promu colonel breveté le 11 novembre 1851.[réf. nécessaire]

## Guerre de Crimée
Promu au grade effectif de colonel le 11 juin 1852, Rose devient commissaire britannique au quartier général de l'armée française au début de la guerre de Crimée en octobre 1853. 
Promu au grade local de général de brigade le 8 avril 1854, il réussit à éteindre un incendie qui menace les magasins français de munitions d'armes légères, acte pour lequel il reçoit la Légion d'honneur française. Il combat avec le 1er Zouaves à la Bataille de l'Alma en septembre 1854, où il est blessé, à la bataille d'Inkerman en novembre 1854 et à la bataille de Mamelon en juin 1855. Il est promu major général le 12 décembre 1854.

## Rébellion indienne de 1857
Après le déclenchement de la rébellion indienne de 1857, Rose reçoit le commandement de la division Poona. Il arrive en septembre 1857, et peu après prend le commandement de la force de campagne de l'Inde centrale nouvellement créée, composée principalement de cipayes et d'éléments de l'armée entretenue par le Nizam d'Hyderabad. Il quitte Mhow en janvier 1858, capture Rahatgarh après un court siège, bat le Raja de Banapur près de Vadodara, dégage la ville de Saugor, s'empare de la forteresse de Garhakota puis bat les rebelles dans le col de Madanpur.
Rose arrive à Jhansi le 21 mars 1858 et pendant le siège bat une force de relève dirigée par Tatya Tope au Betwâ le 1er avril 1858. La plupart des forces de Rose sont occupées par le siège et il ne peut donc aligner que 1 540 hommes contre l'armée de Tatya Tope de 20 000 soldats et 28 canons. Avec l'avantage des cipayes punjabi-afghans, il met l'ennemi en déroute, infligeant une perte totale de 1 500 hommes et de tous leurs approvisionnements. Jhansi est pris d'assaut et la ville prise le 4 avril 1858. La reine, Lakshmî Bâî, qui a défendu le fort, parvient cependant à s'enfuir à Kalpî. Rose prend Lahore, Konch et Kalpî en mai 1858.

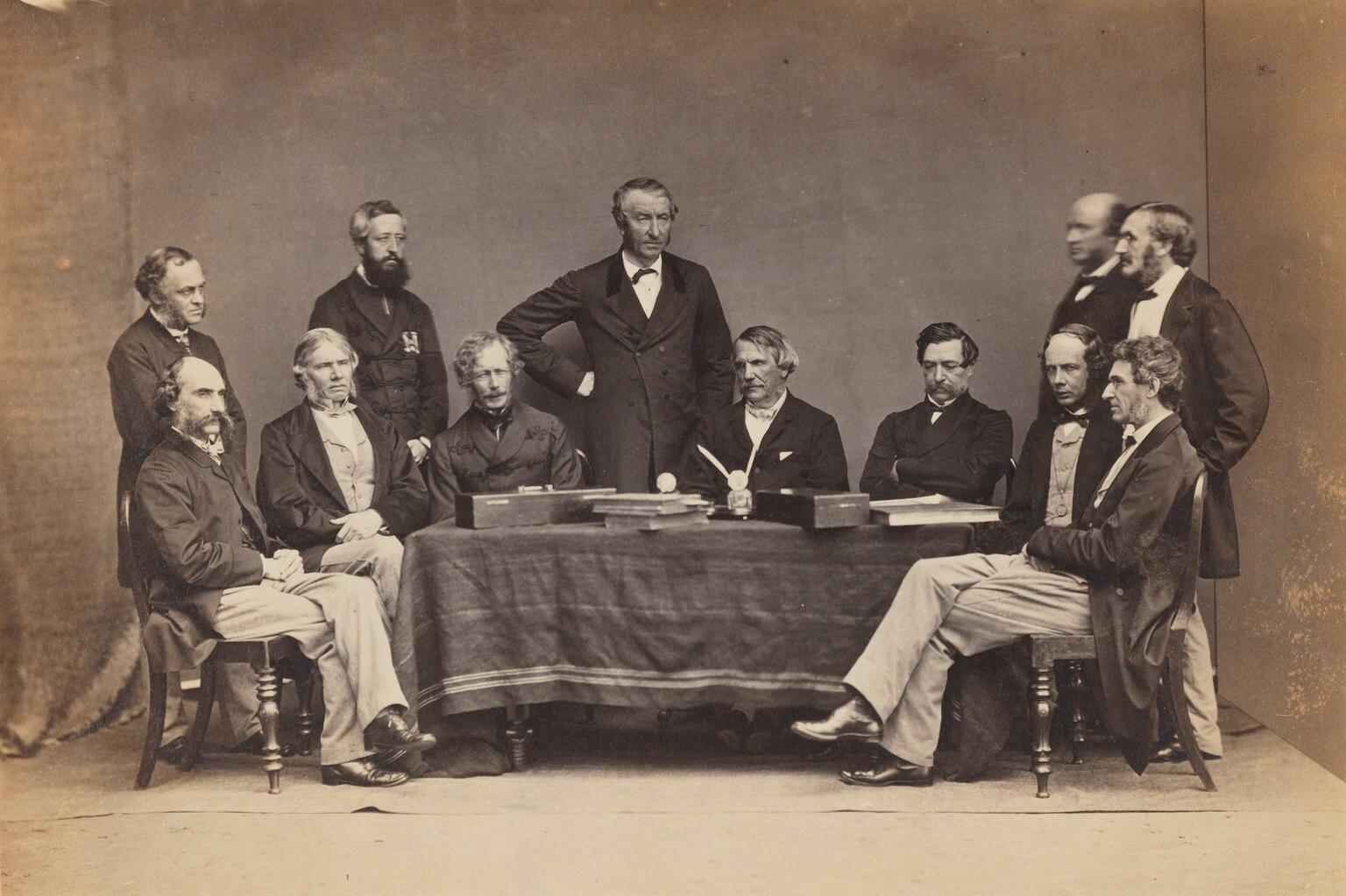
Hugh Rose, assis troisième à partir de la gauche, avec John Lawrence, vice-roi de l'Inde et d'autres membres du conseil. c. 1864

Rose obtient alors un congé de maladie et Robert Napier est nommé pour lui succéder. Cependant, avant que Napier ne puisse arriver, les forces du maharaja de Gwalior rejoignent la rébellion. Rose reprend immédiatement le commandement et se dirige vers Gwalior, prenant la ville en juin 1858. Promu lieutenant général pour ses « services éminents  » le 28 février 1860, il est nommé le mois suivant commandant en chef de l'armée de Bombay. Il est promu au grade local de général le 18 mai 1860 et, au départ de Lord Clyde de l'Inde en novembre 1860, lui succède comme commandant en chef de l'Inde.

## Dernières années et héritage
Rose est nommé DCL[Quoi ?] honoraire de l'université d'Oxford en 1865. Il est commandant en chef des forces britanniques en Irlande avec le grade local de général en juillet 1865, et aide le gouvernement irlandais à faire face à la conspiration Fenian. Il est élevé à la pairie en tant que baron Strathnairn, de Strathnairn dans le comté de Nairn et de Jhansi en Inde le 28 juillet 1866, puis promu au grade effectif de général à part entière le 4 février 1867. Il reçoit un doctorat honoraire du Trinity College de Dublin lorsqu'il prend sa retraite du Commandement irlandais en 1870. 
De retour en Angleterre, il vit à Newsells Park dans le Hertfordshire. Il fait ériger un obélisque à la mémoire de son destrier préféré qu'il a monté pendant la rébellion indienne.

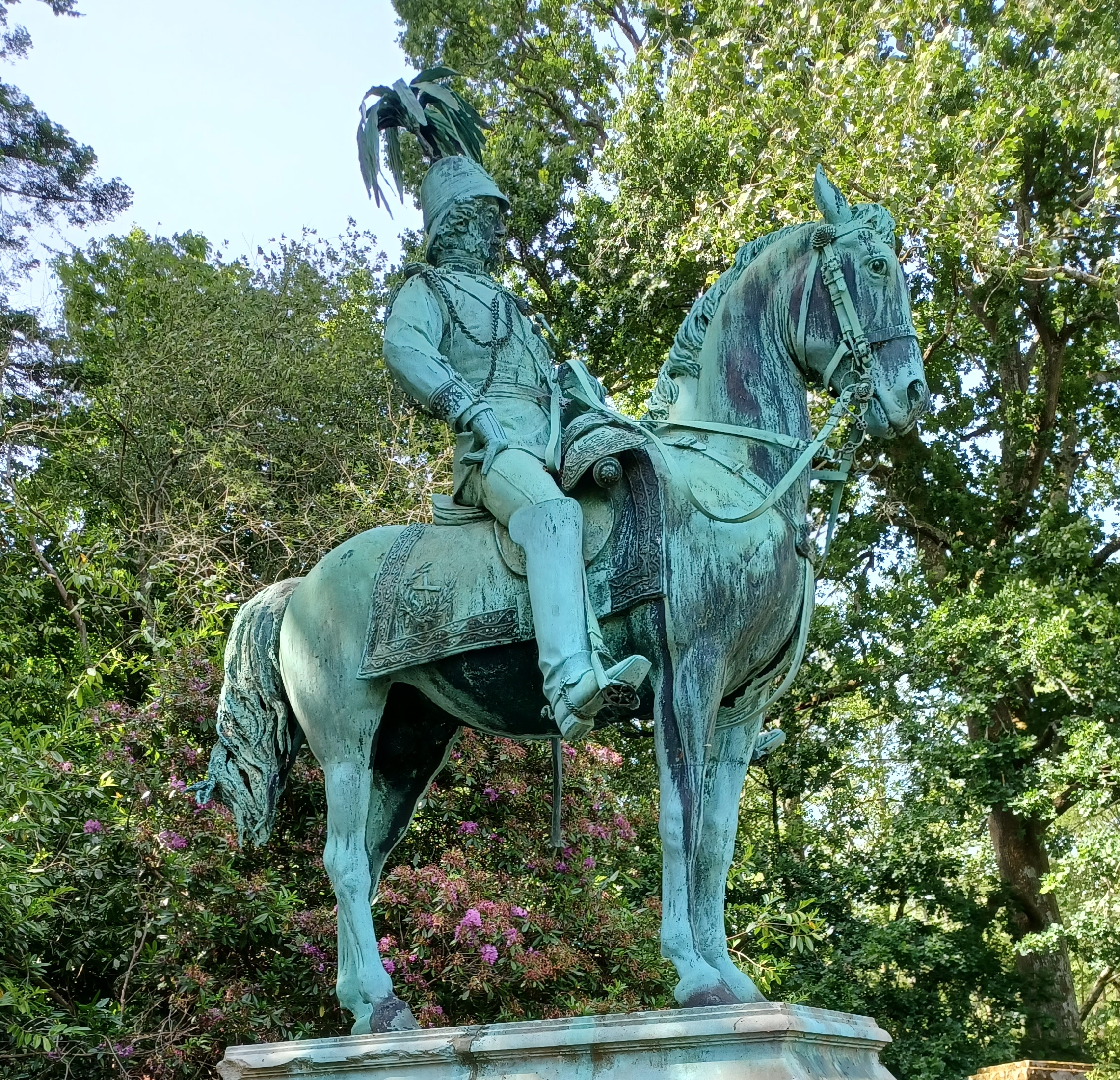
Statue de Hugh Rose, 1er baron Strathnairn à Griggs Green (initialement positionné à Knightsbridge)

Il est colonel du 45e régiment d'infanterie (1858–66), du 26th Middlesex Rifle Volunteer Corps, du 92e (Gordon Highlanders) régiment d'infanterie (1866–69) et des Royal Horse Guards (1869-1885).
Il est promu maréchal le 2 juin 1877 et meurt à Paris le 16 octobre 1885. Il est enterré dans le cimetière de l'église du prieuré de Christchurch dans le Hampshire. Une statue équestre en bronze, par E. Onslow Ford, est érigée à sa mémoire à Knightsbridge, Londres. Elle est enlevée et entreposée en 1931. En 1964, elle est achetée par un particulier et est maintenant[Depuis quand ?] située à Griggs Green dans le Hampshire. Un mémorial se trouve dans la cathédrale Saint-Paul.

## Famille
Il est le frère de William Rose et de la comtesse de Morton. Il ne s'est jamais marié et n'a pas eu d'enfants.

## Sources
- Saul David, The Indian Mutiny: 1857, Penguin, 2003 (ISBN 978-0141005546)
- Edward Gilliat, Heroes of the Indian Mutiny, Seeley, Service & Co., 1914 (lire en ligne)
- Tony Heathcote, The British Field Marshals, 1736–1997: A Biographical Dictionary, Barnsley, Leo Cooper, 1999 (ISBN 0-85052-696-5)
- Rainer Jerosch, Rani of Jhansi: Rebel against will, Aakar Books, 2007 (ISBN 978-8189833152)